# Salon des XX
Le Salon des XX est une exposition d'art internationale fondée à Bruxelles en 1884, par l'union de vingt artistes, le Groupe des XX, fondé par Octave Maus.
Le Groupe des XX est dissous en 1893, mais son salon est perpétué par celui de la Libre Esthétique, jusqu'à la Première Guerre mondiale. Le Salon des XX est, lors de sa création, un salon très avant-gardiste.

## Généralités
Au cours de ses dix années d'existence, les XX exposent annuellement à dix reprises : de 1884 à 1893, habituellement à partir du mois de février, jusqu'à mars, et ce durant environ cinq ou six semaines. Ne disposant pas de local attitré, les expositions ont lieu dans les locaux des musées nationaux de Bruxelles.
Les expositions de peintures, sculptures, gravures et dessins sont ponctuellement agrémentées de conférences, de matinées littéraires, de séances musicales. Elles sont ouvertes tous les jours au public, de 10 h à 17 h, pour le prix de 50 centimes, de un franc le samedi et de deux francs lors des matinées musicales. Des cartes permanentes sont disponibles pour le prix de dix francs.
Selon Camille Lemonnier, lors de la première exposition des XX, les critiques exagérées dans la louange comme dans le dénigrement donnent de l'importance à l'événement. Présentés comme ennemis de toute tradition, les XX continuent en réalité à perpétuer, dans un esprit d'indépendance, la tradition de l'école qui, en Belgique, vers 1863, substitue l'étude scrupuleuse des réalités aux abstractions des peintres de 1830.

## Bilan
Durant les dix Salons, trente-deux membres des XX exposent. Le groupe invite 127 artistes, dont la moitié sont des étrangers, issus de huit nations, n'ayant jamais exposé en Belgique.
Vingt-deux conférences littéraires sont données par dix-sept conférenciers belges et étrangers, de même que vingt-trois auditions musicales, dont les programmes permettent - pour la plupart - en première audition les œuvres de 57 compositeurs, dont 17 Belges, 17 Français, six Russes, quatre Espagnols et dix Allemands. Ces séances sont essentiellement interprétées, depuis 1888, par le quatuor Ysaÿe et dirigées, depuis 1888 également, par le compositeur, pianiste et chef d'orchestre Vincent d'Indy. De nombreux solistes se font connaître lors des sessions musicales, en chant, piano, harpe, instruments à vent et instrument à cordes.
Les recettes financières s'élèvent, en moyenne chaque année, à 4 531 francs et le nombre des entrées à 4050 visiteurs annuels. Le premier Salon de 1884 accueille 2466 visiteurs, tandis que le dernier de 1893 en accueille 3877.

## Les dix Salons

### 1884: Salon I
Le premier Salon, ou exposition internationale de peinture et de sculpture, a lieu du 21 février au 2 mars 1884 au palais des Beaux-Arts, le même lieu que le Salon de Bruxelles de 1884. Quarante exposants sont présents.
Quatre conférences sont données lors de l'exposition. La troisième conférence traite de la « petite presse en Belgique » par Albert Giraud, tandis que le dernier conférencier invité est Catulle Mendès qui évoque la figure de Richard Wagner,.
James Ensor présente six œuvres : Chinoiseries, Les Masques, La Dame en détresse, Le Lampiste, Une Coloriste et Les Pochards. Théo Van Rysselberghe expose Le Soir et En West Flandre. La Tentation de saint Antoine de Félicien Rops fait scandale. Charles Goethals expose quatre toiles : Dentellière brugeoise, La Misère - À la porte d'un Maître des Pauvres à Bruges, Le Viatique et un Portrait.
Camille Lemonnier écrit deux articles dans le journal La Réforme. Il y admire la Marine de Willy Schlobach, qu'il juge rayonnante, de même que ses Braconniers de la mer, une révélation témoignant d'une vision libre, saine, déliée servie par d'extrêmes adresses d'exécution. À ses yeux, un des charmes de l'exposition réside dans la visible parenté qui met entre les Vingt comme un air de famille et, en même temps, dans l'extrême variété des tempéraments. Parmi les artistes attirés par la lumière, Fernand Khnopff l'absorbe avec une douceur sereine, Frantz Charlet ne dépasse pas une gamme subtilement grise, Théo Van Rysselberghe présente une certaine mollesse dans sa facture en peignant le Soir, mais En West-Flandre marque mieux le sentiment du dessin et de l'arrangement chez le jeune peintre. Quant à James Ensor, il engendre une lassitude par la recherche trop exaspérée des finesses lumineuses, même si l'acuité de sa vision est extraordinaire. À force de viser la nature l'artiste tombe dans l'artificiel.
Les artistes étrangers présents sont les peintres Richard Bergh, William Merritt Chase, Henri Gervex, Jozef Israëls, Max Liebermann, Jacob Maris, Anton Mauve, Darío de Regoyos, John Singer Sargent, William Stott et le sculpteur Jean-Antoine Injalbert.
Une couronne voilée d'un crêpe signale l'absence de Périclès Pantazis, mort une semaine avant l'ouverture du Salon, mais six de ses œuvres sont exposées : Effet de lumière, La Bouillabaisse, La Drève du Caporal, Méditerranée. Mistral, Méditerranée. Temps calme et Roses.

### Galerie d'œuvres exposées au Salon des XX de 1884

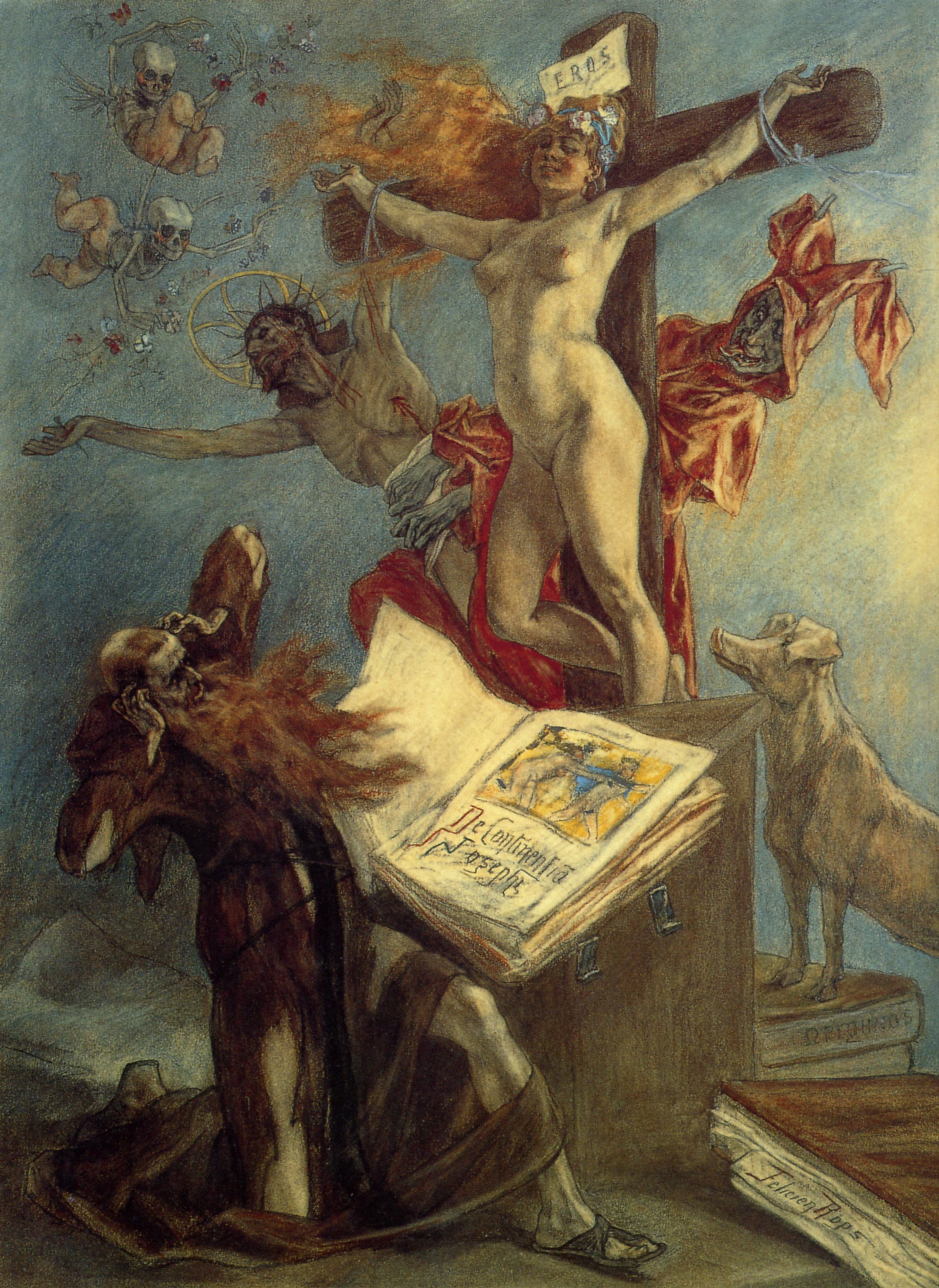
Félicien Rops, La Tentation de saint Antoine (1878).
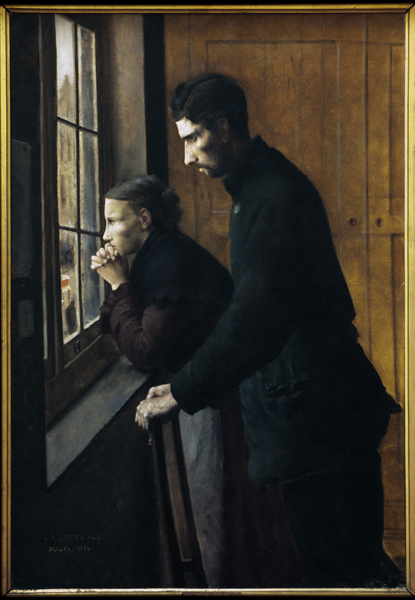
Charles Goethals, Le Viatique (1884).
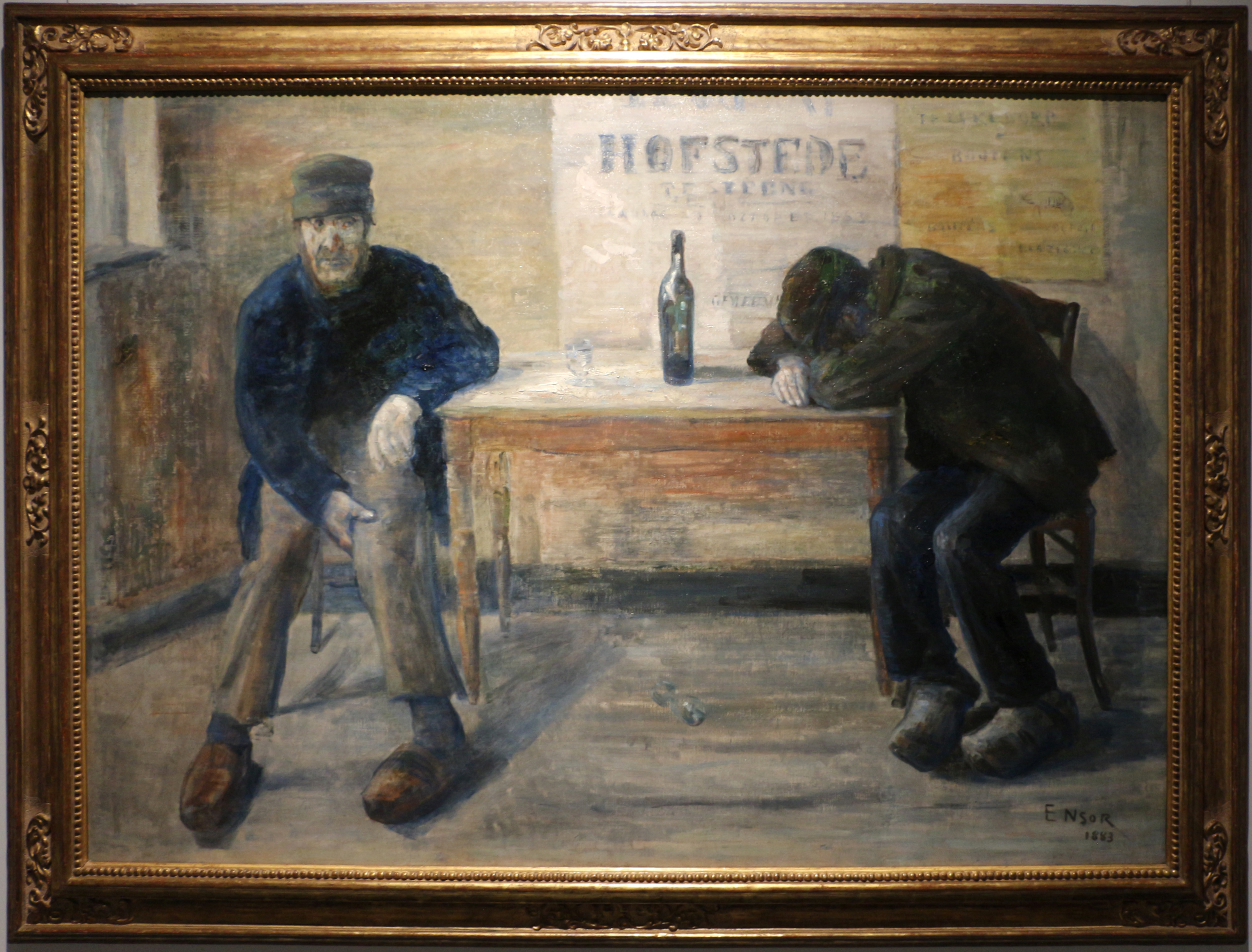
James Ensor, Les Pochards (1883).
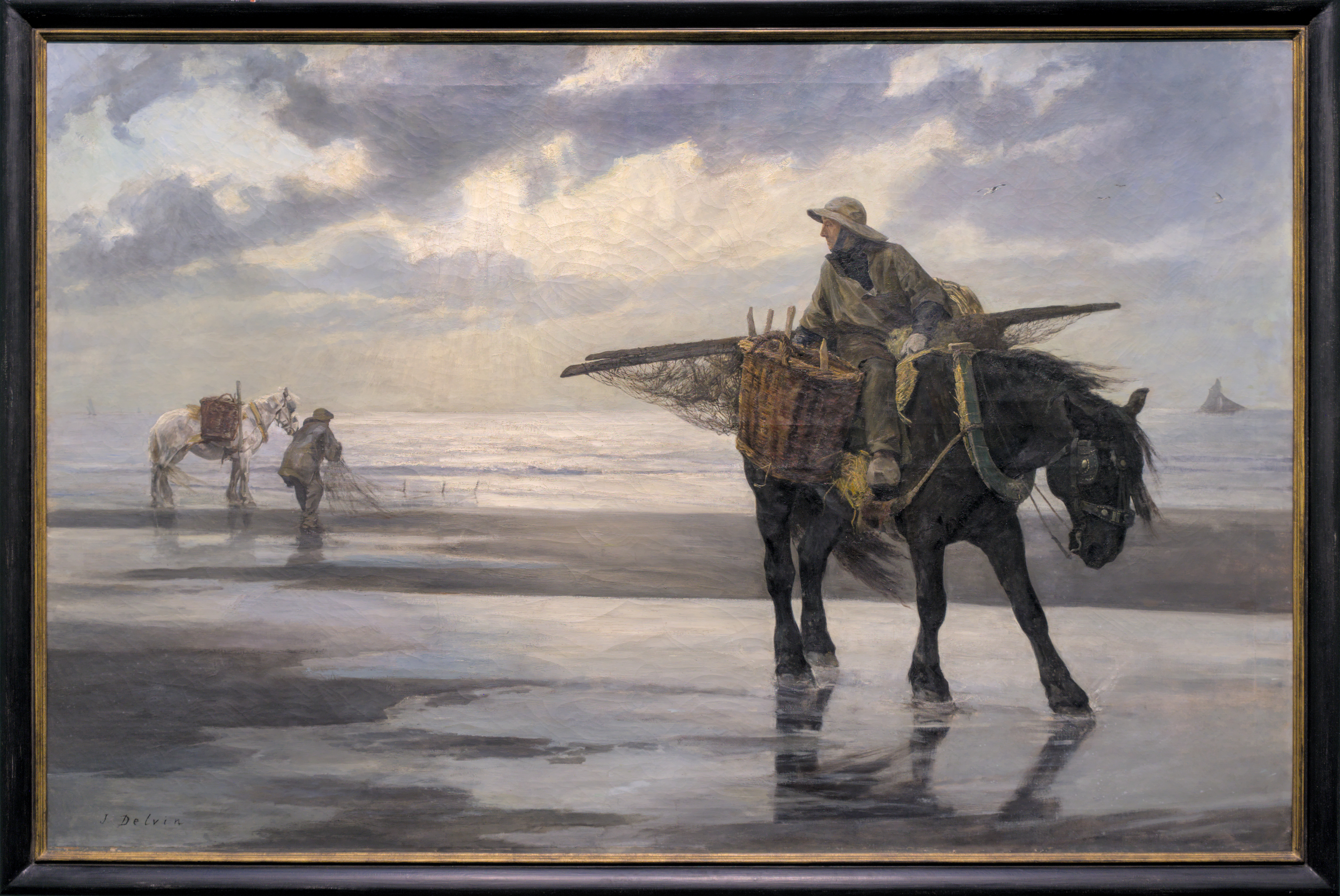
Jean Delvin, Pêcheurs de Crevettes à Nieuport (1883).

### 1885: Salon II
Le second Salon a lieu, du 1er février au 15 mars 1885 dans l'aile gauche du palais des Beaux-Arts de Bruxelles. Trente-sept exposants proposent 218 tableaux et objets de sculpture.
Parmi les artistes vingtistes, James Ensor expose : Huitres, L'après-dînée, Nature morte, Paysage, Poissons et Viandes. Charles Goethals expose La Fin d'une journée (West-Flandre). Fernand Khnopff envoie six œuvres, parmi lesquelles quatre portraits, La Forge Roussel et Le Vice suprême.
Des Belges sont invités, dont Xavier Mellery qui présente quinze œuvres, notamment : Les Portes de mon atelier, Causerie sur le pont, Déchargement d'un bateau de tourbe, Flânerie du dimanche, La Visite du colporteur, Les Fiancés, Sous le péristyle du palais Pisani à Venise et Constantin Meunier onze, dont : Camille Lemonnier, Femme en deuil, Isidore Verheyden, Charbonnage, Le Déjeuner des grésilleuses et Un Puddleur.
Les artistes étrangers sont notamment représentés par les peintres français Henri Fantin-Latour qui expose Fleurs, Portrait de Mme F., Tentation et deux lithographies : La Prise de Troie (Berlioz) et Parsifal (Wagner). Deux peintres italiens exposent : Antonio Mancini et Francesco Paolo Michetti, de même que Louise Catherine Breslau de nationalité suisse.
Plusieurs conférences sont données, notamment, la seconde par l'homme de lettres français Émile Sigogne évoquant La Tentation de saint Antoine par Gustave Flaubert. Signe de reconnaissance, le 11 février 1885, le comte et la comtesse de Flandre, frère et belle-sœur du roi, visitent longuement l'exposition.

### Galerie d'œuvres exposées au Salon des XX de 1885

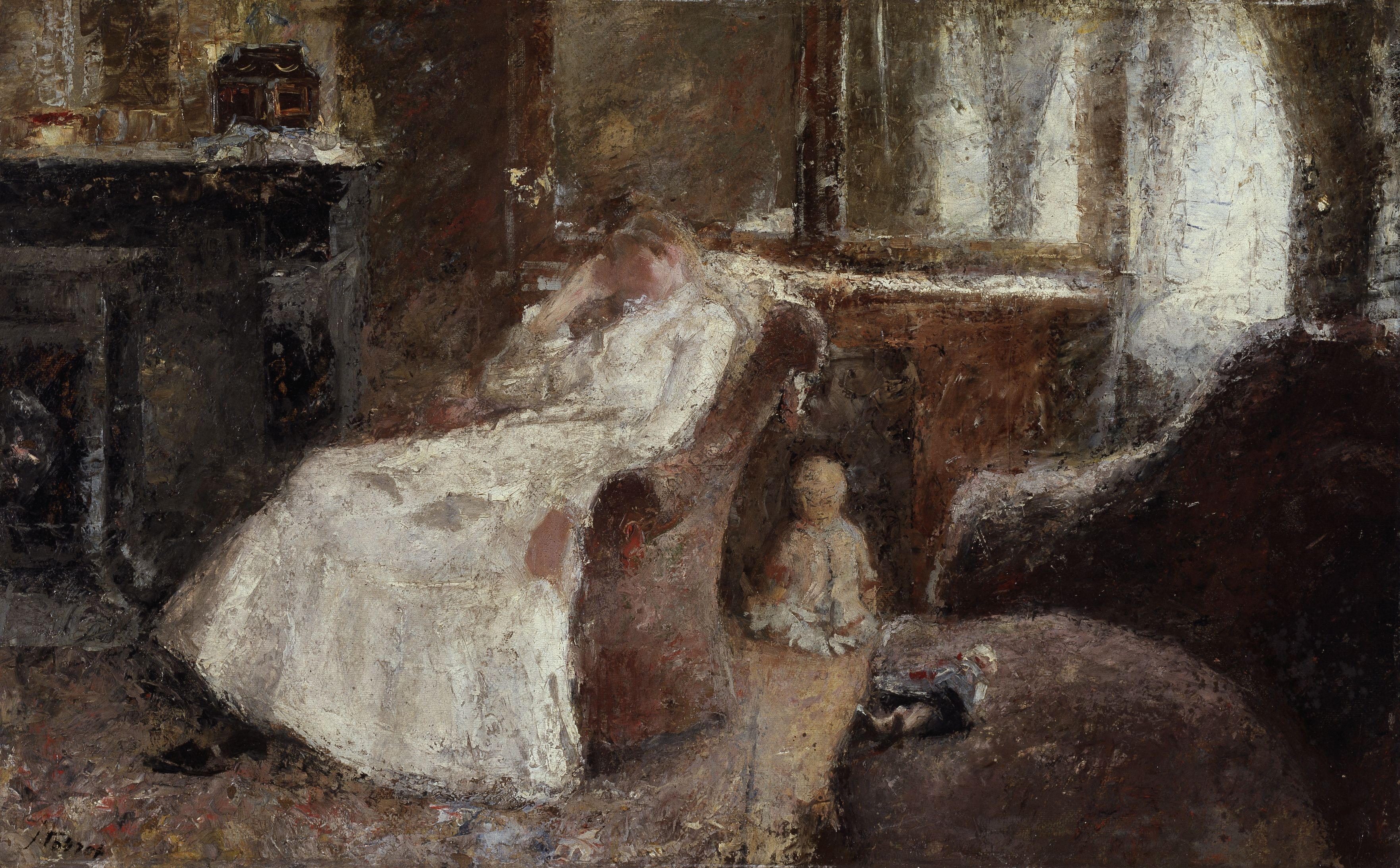
Jan Toorop, La Dame en blanc.
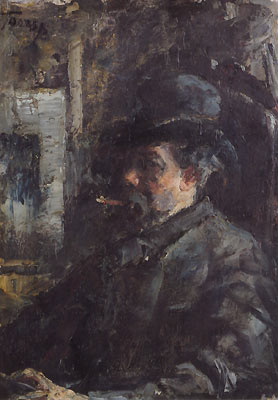
Jan Toorop, Portrait de Guillaume Vogels.
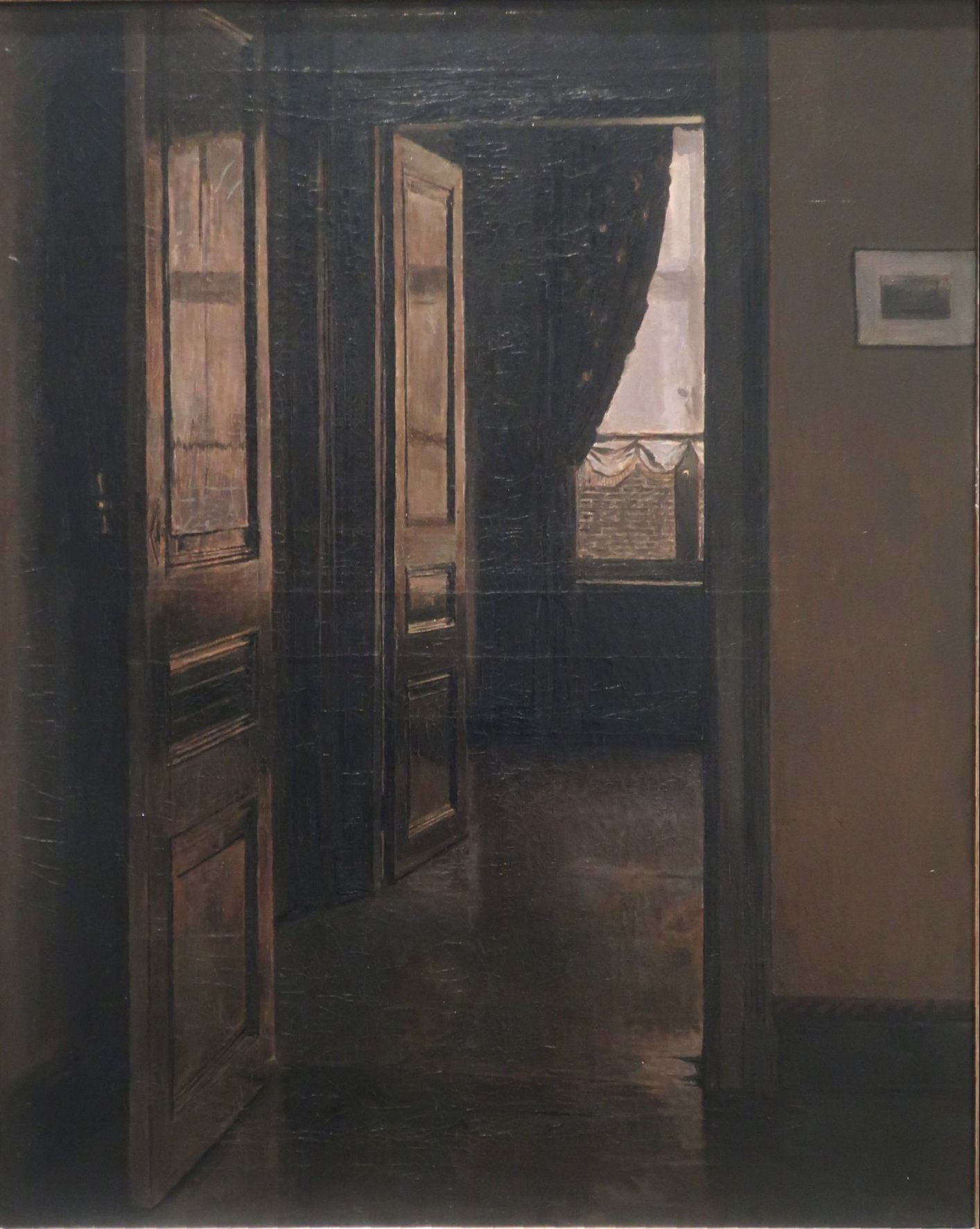
Xavier Mellery, Les Portes.
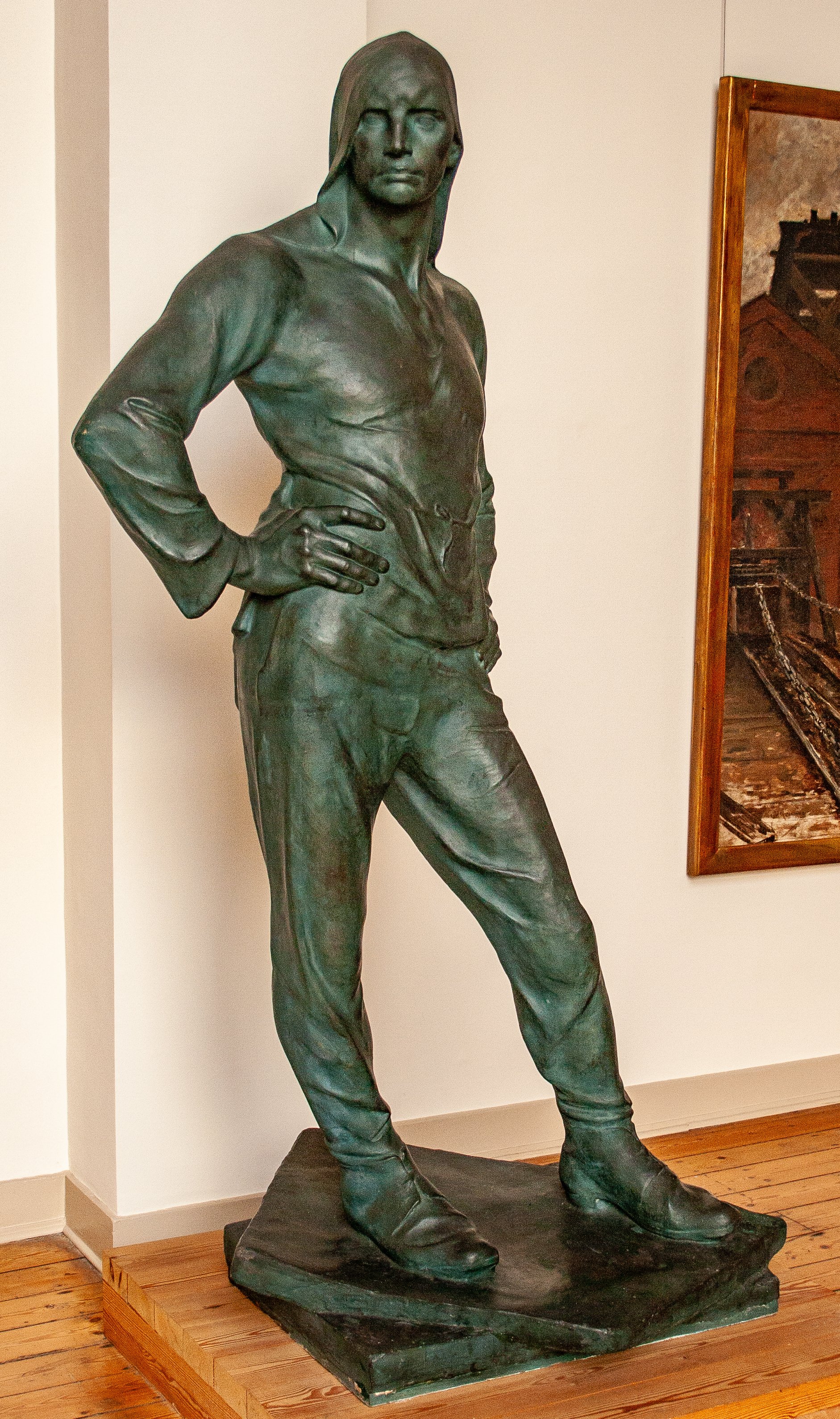
Constantin Meunier, Le Débardeur.

### 1886: Salon III
Le troisième Salon a lieu, du 6 février au 14 mars 1886, au palais des beaux-arts de Bruxelles, en plus des membres du groupe des XX, vingt-et-un artistes invités exposent, dont seulement trois Belges (Charles Hermans, Léopold Speekaert et Auguste Danse).
Neuf Français sont présents : Claude Monet, Albert Besnard, Auguste Renoir, Adolphe Monticelli, Claude-Ferdinand Gaillard, Henri Guérard, Odilon Redon, Jean-Joseph Carriès et Oscar Roty. Les autres pays sont représentés par Federico Zandomeneghi (Italie), Isaac Israëls et George Hendrik Breitner (Pays-Bas), Clara Montalba (Grande-Bretagne), Fredrik Kolstø et Christian Krohg (Danemark), William Merritt Chase et James Abbott McNeill Whistler (États-Unis),.
Parmi, les membres du groupe, figurent : James Ensor qui expose La Mangeuse d'huitres, Le Liseur, Un Salon bourgeois de 1881, ainsi que des croquis au crayon. Fernand Khnopff présente notamment En écoutant du Schumann qui rallie tous les suffrages, de même que Théo Van Rysselberghe et ses portraits.
Parmi les artistes invités, Willy Finch, belgo-finlandais, expose des toiles de facture néo-impressionniste, tandis que le norvégien Christian Krohg présente des œuvres simples et robustes, dont Sommeil. Anna Boch propose des fleurs, mais également des paysages. Claude Monet expose Grinval (une marine), Pont d'Argenteuil, Chrysanthèmes.
Dans le domaine littéraire, plusieurs conférences sont inscrites au programme. L'écrivain français Jules Lemaître donne, le 1er mars 1886 une conférence sur Alphonse Daudet, tandis que Georges Rodenbach donne, le 6 mars suivant, une conférence consacrée à Camille Lemonnier.

### Galerie d'œuvres exposées au Salon des XX de 1886

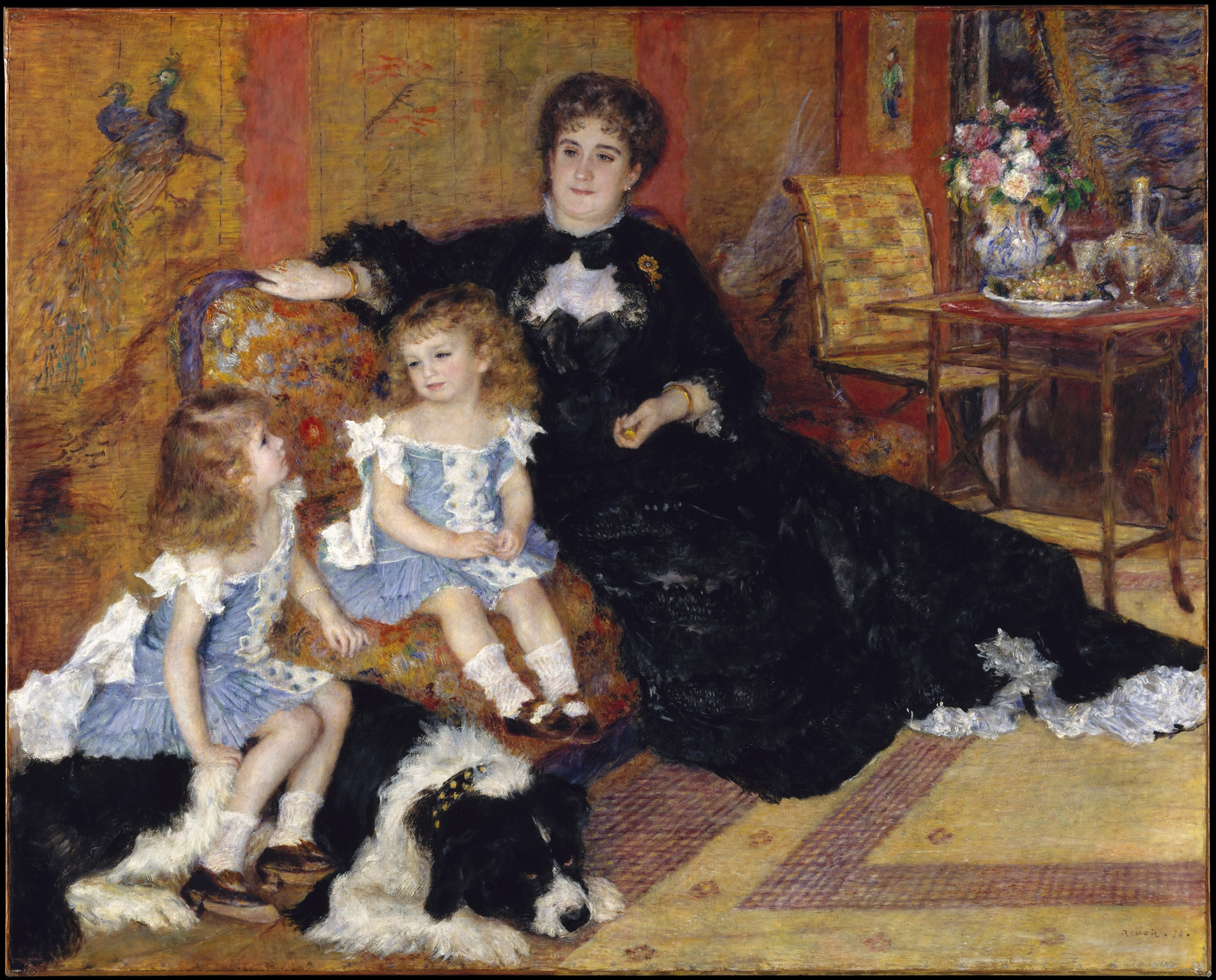
Auguste Renoir, Madame Charpentier et ses enfants (1878).
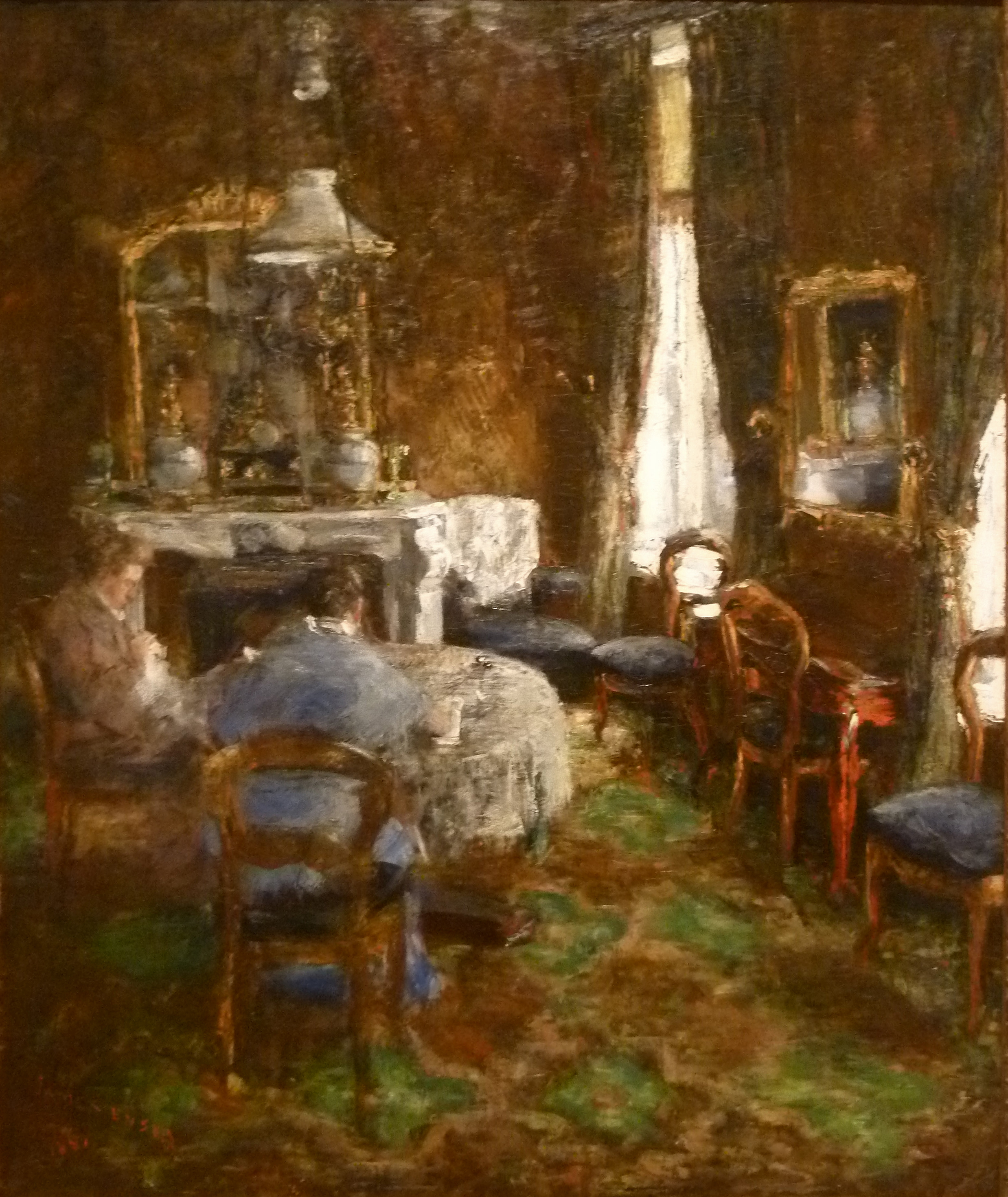
James Ensor, Un Salon bourgeois de 1881 (1881).
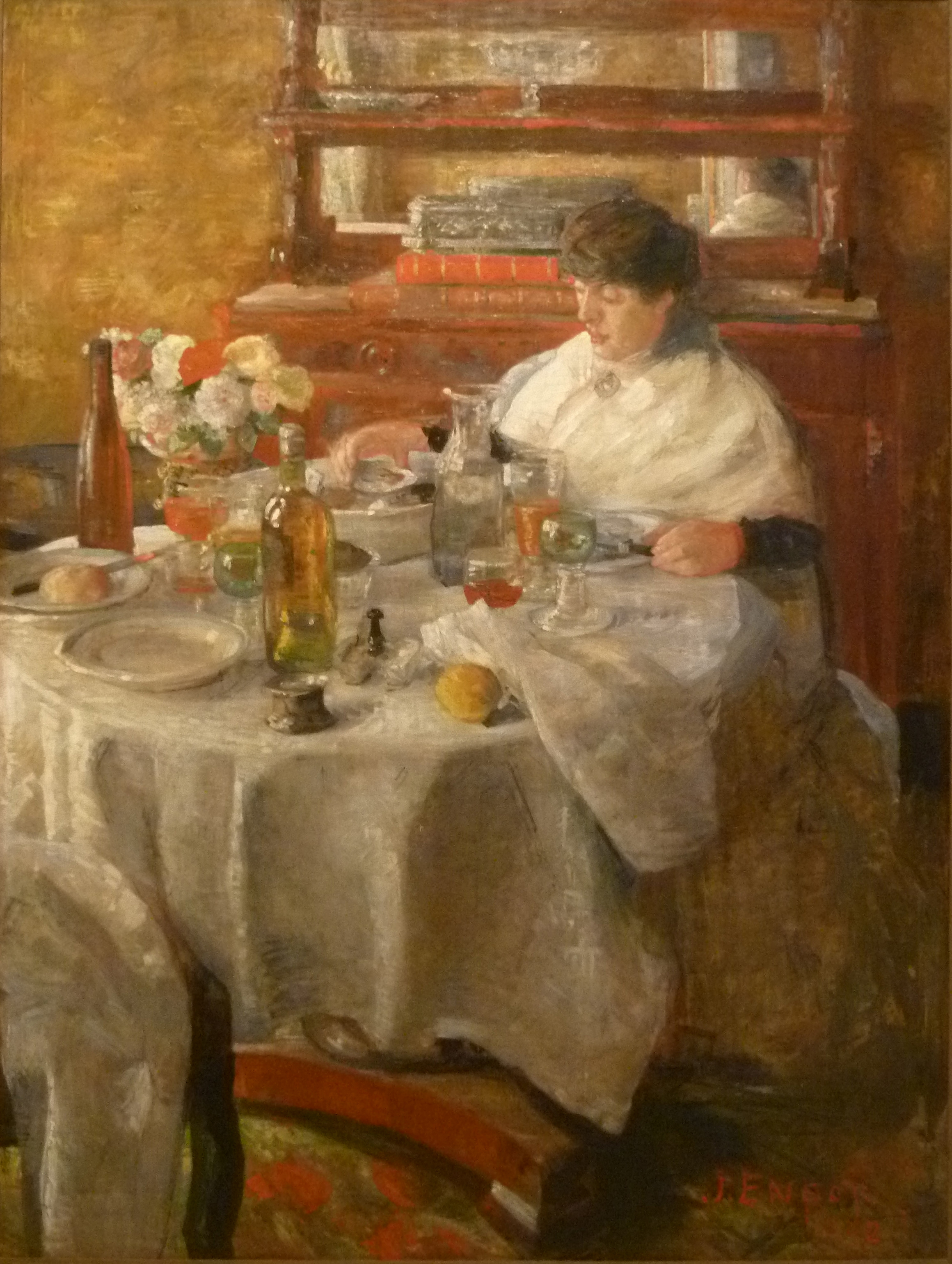
James Ensor, La Mangeuse d'huitres (1882).
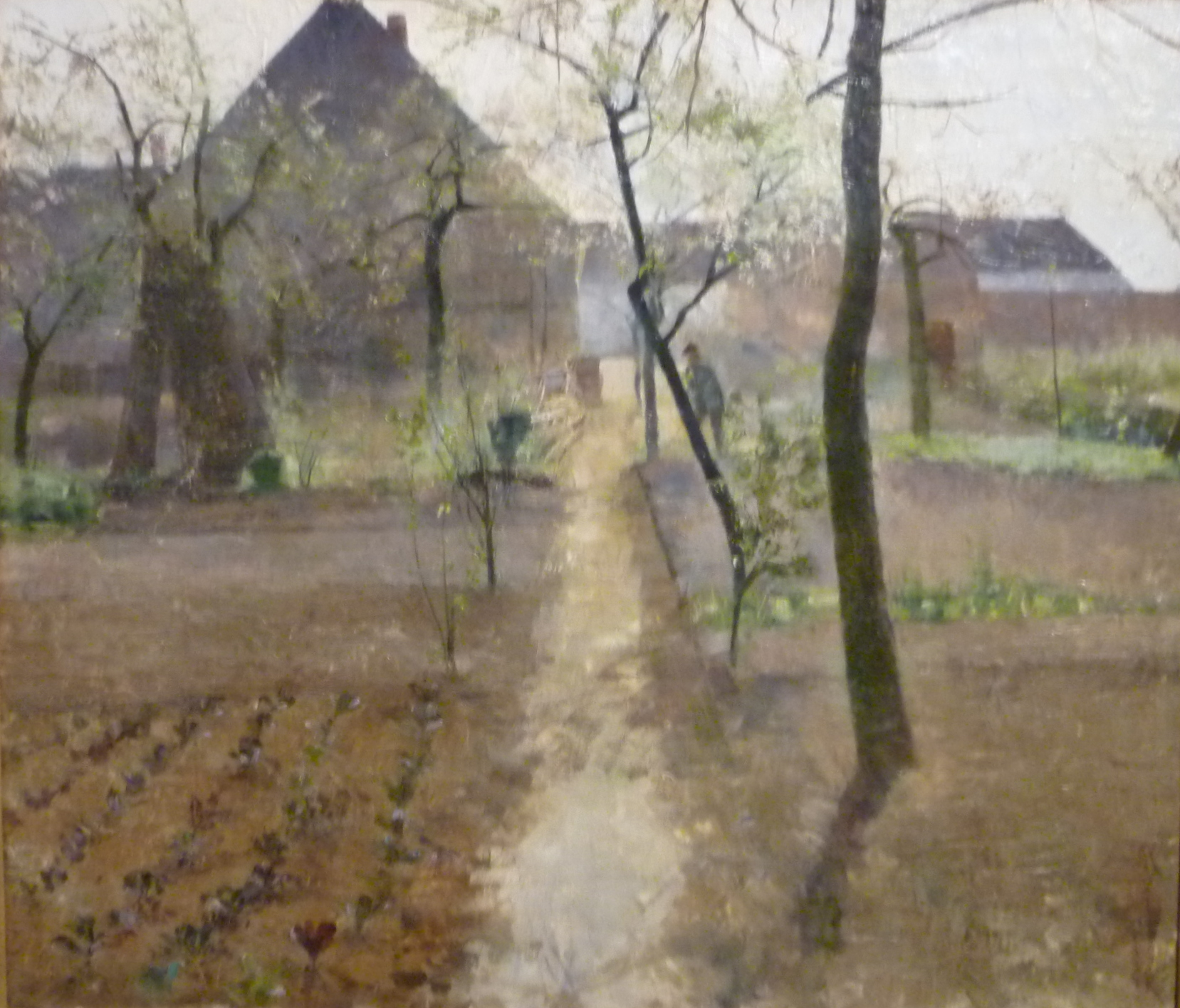
Guillaume Van Strydonck, Potager sous la pluie, Machelen (1884).
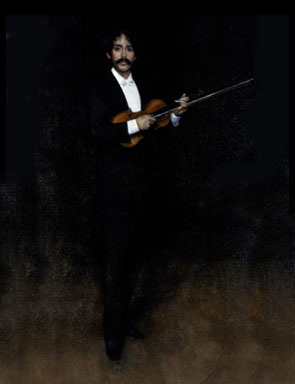
James Abbott McNeill Whistler, Portrait de Pablo de Sarasate (1884).

### 1887: Salon IV
Le quatrième Salon a lieu, du 6 février au 6 mars 1887, au musée ancien.
Parmi les artistes belges, James Ensor expose Christ marchant sur la mer et une série d'études intitulée Les Indécises, de même que six dessins portant le titre général Les Auréolés du Christ ou les insensibilités de la lumière. Willy Schlobach expose Hollande, une grande toile relevant du japonisme. Les cimaises s'ornent également des œuvres de Anna Boch, Guillaume Van Strydonck, Théo Van Rysselberghe, Isidore Verheyden ou encore Rodolphe Wytsman.
Les peintres français sont notamment représentés par Camille Pissarro : Le Grand noyer dans le pré, Eragny et Chemin de fer de Dieppe, Paul Signac, Berthe Morisot et Georges Seurat : Un dimanche après-midi à l'île de la Grande Jatte.
Au point de vue de la sculpture, Auguste Rodin a envoyé trois bronzes, tandis que Guillaume Charlier expose également. Au niveau littéraire, Edmond Picard lit, le 19 février 1887 son dernier ouvrage Le Juré.
Une audition musicale composée d'œuvres de Peter Benoit, Jan Blockx, Arthur De Greef et Émile Mathieu, avec le concours de la cantatrice Maria Flament, clôture le Salon.

### Galerie d'œuvres exposées au Salon des XX de 1887

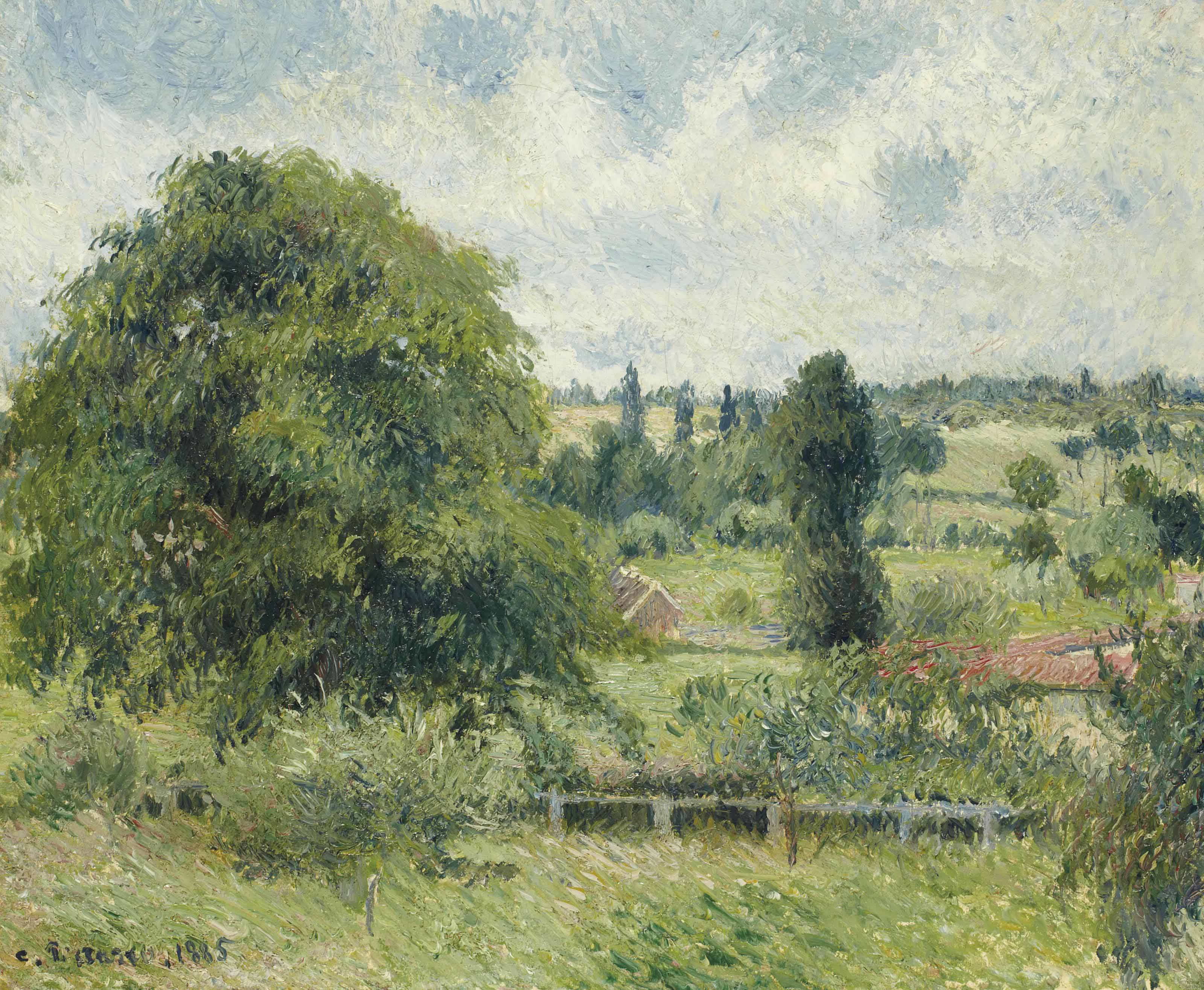
Camille Pissarro, Le Grand Noyer dans le pré, Eragny (1885).
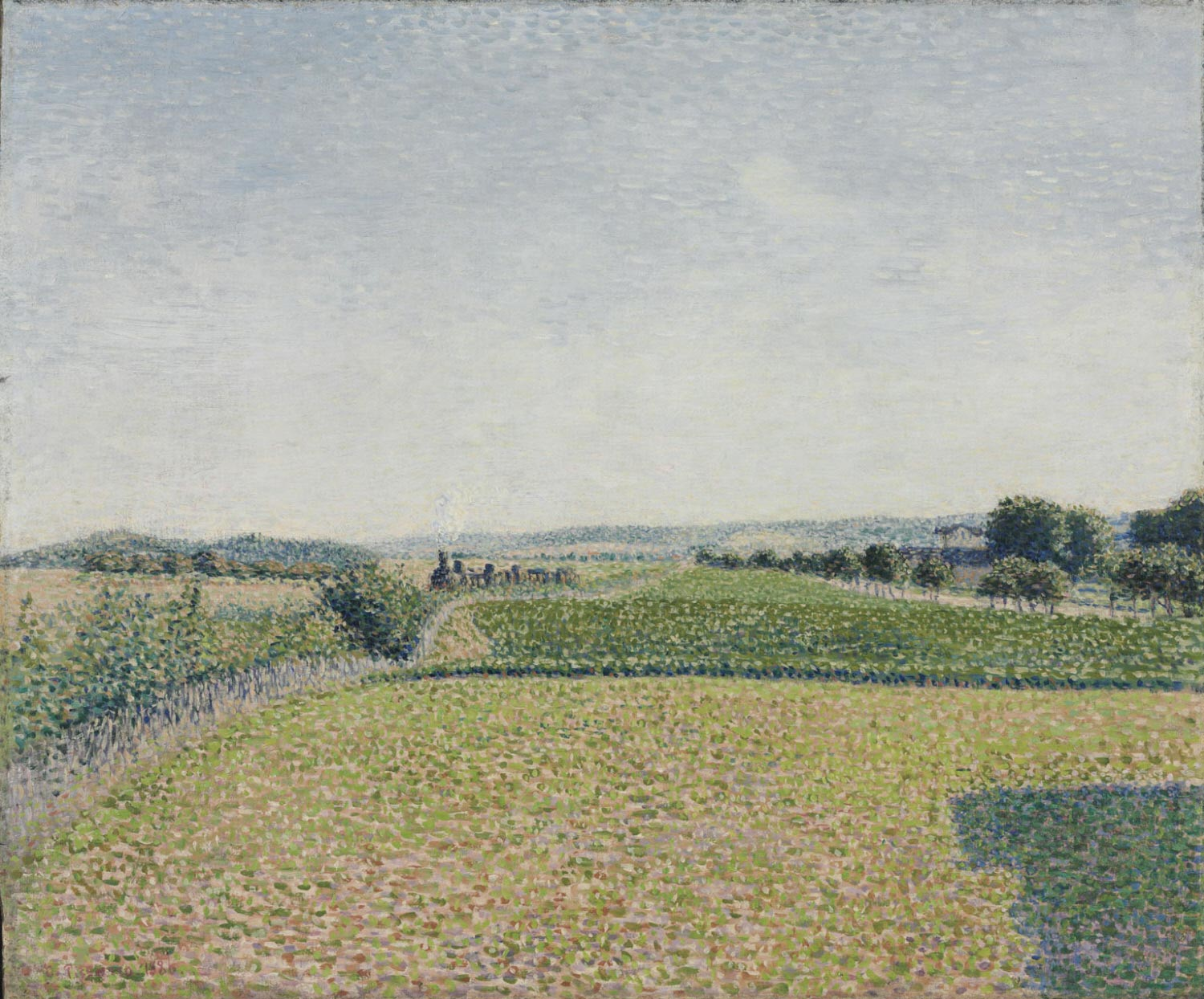
Camille Pissarro, Le Chemin de fer à Dieppe (1886).
Georges Seurat, Un dimanche après-midi à l'île de la Grande Jatte (1884).

### 1888: Salon V
Le cinquième Salon a lieu, du 4 février au 25 mars 1888, à l'ancien musée royal de peinture.
Les artistes belges sont notamment représentés par Xavier Mellery, Fernand Khnopff, Guillaume Vogels, Guillaume Van Strydonck, François Binjé et Henry de Groux.
James Ensor, souffrant, a toutefois envoyé plusieurs dessins : Tentation de saint Antoine, Mon Portrait, La Bataille des pouilleux, Mon Père mort, de même que des croquis, eaux fortes et pointes sèches.
Parmi les artistes étrangers invités figurent : les Français Gustave Caillebotte (Homme au bain), Paul Gauguin, Henri de Toulouse-Lautrec, Paul César Helleu, Armand Guillaumin, Paul Signac, Louis Anquetin et l'Américain James Abbott McNeill Whistler.
Des conférences sont données, notamment, le 23 février 1888, par l'écrivain Auguste de Villiers de l'Isle-Adam lisant trois contes de ses Histoires insolites, dont Le Jeu des Grâces. Une adaptation scénique a lieu le 1er mars 1888, au cours de laquelle M. Antoine lit et interprète L'Accusé de Édouard Pailleron, Une Soirée perdue de Alfred de Musset et La Conscience de Victor Hugo.
Des matinées musicales sont organisées, l'une d'elles, le 17 février 1888 est consacrée à la musique espagnole et propose des compositions musicales de Enrique Fernández Arbós, Pablo de Sarasate et Juan María Guelbenzu.

### Galerie d'œuvres exposées au Salon des XX de 1888

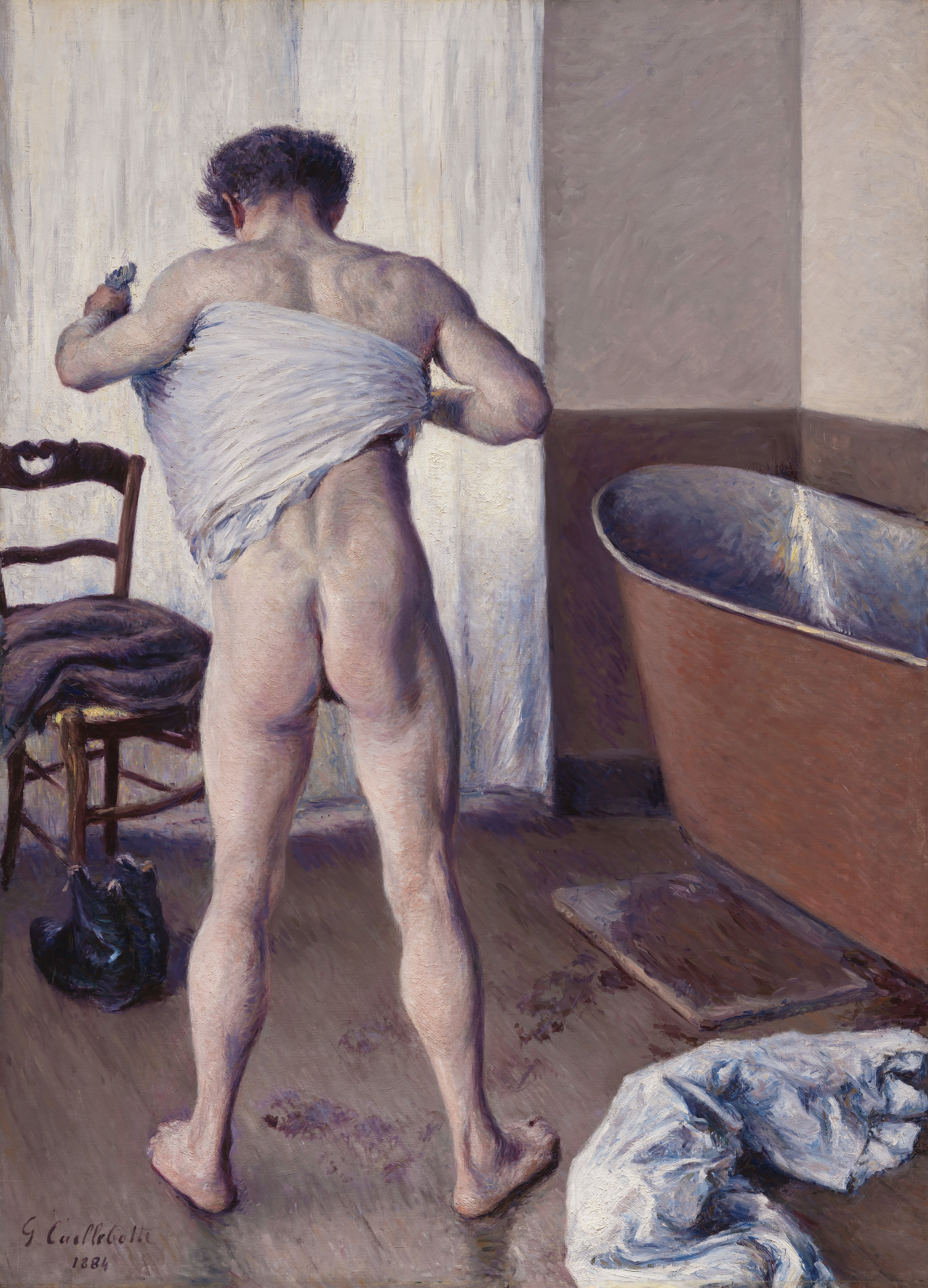
Gustave Caillebotte, Homme au bain (1884).

### 1889: Salon VI
Le sixième Salon a lieu, du 2 février au 6 mars 1889, à l'ancien musée royal de peinture. L'exposition est précédée d'un vernissage la veille de son ouverture. Sa notoriété est établie et bénéficie de la visite du prince Baudouin, neveu du roi, le 22 février 1889.
Henry de Groux expose la Procession des archers à Machelen. Le style de Anna Boch et de Jan Toorop est qualifié de « vibrisme » par le quotidien Le Soir. Les artistes belges Théo Van Rysselberghe, Guillaume Van Strydonck, Henry Van de Velde et Frantz Charlet exposent également.
L'Impressionnisme est représenté par Claude Monet et Camille Pissarro, le pointillisme par Georges Seurat. Henri de Toulouse-Lautrec expose également,. Interrogé par le quotidien La Réforme, James Ensor estime que l'envoi de Monet est d'une coloration parfaite et d'une intensité admirable, tandis que Seurat est un peu pâle.
En sculpture, Constantin Meunier expose une statue : Le Puddleur. D'autres sculpteurs sont présents : Paul De Vigne, Paul Dubois et Guillaume Charlier. Paul Gauguin adopte un style relevant du japonisme.
Des séances de musique française contemporaine sont données. Le programme de la première, le 19 février 1889, inclut Quintette pour piano et La Vierge à la crèche de César Franck, Sur la mer et Suite en ré de Vincent d'Indy, Chanson triste de Pierre de Bréville, Nancy d'Ernest Chausson, Le Mois de mai et En passant par la Lorraine de Julien Tiersot. La seconde est organisée le 22 février 1889. Les interprètes sont : Gabriel Fauré, Vincent d'Indy, Henri Seguin, Eugène Ysaÿe, Guillaume Guidé, Léon van Hout et Joseph Jacob. Le programme comprend des œuvres de Gabriel Fauré, Vincent d'Indy, Henri Duparc et Charles Bordes.

### Galerie d'œuvres exposées au Salon des XX de 1889

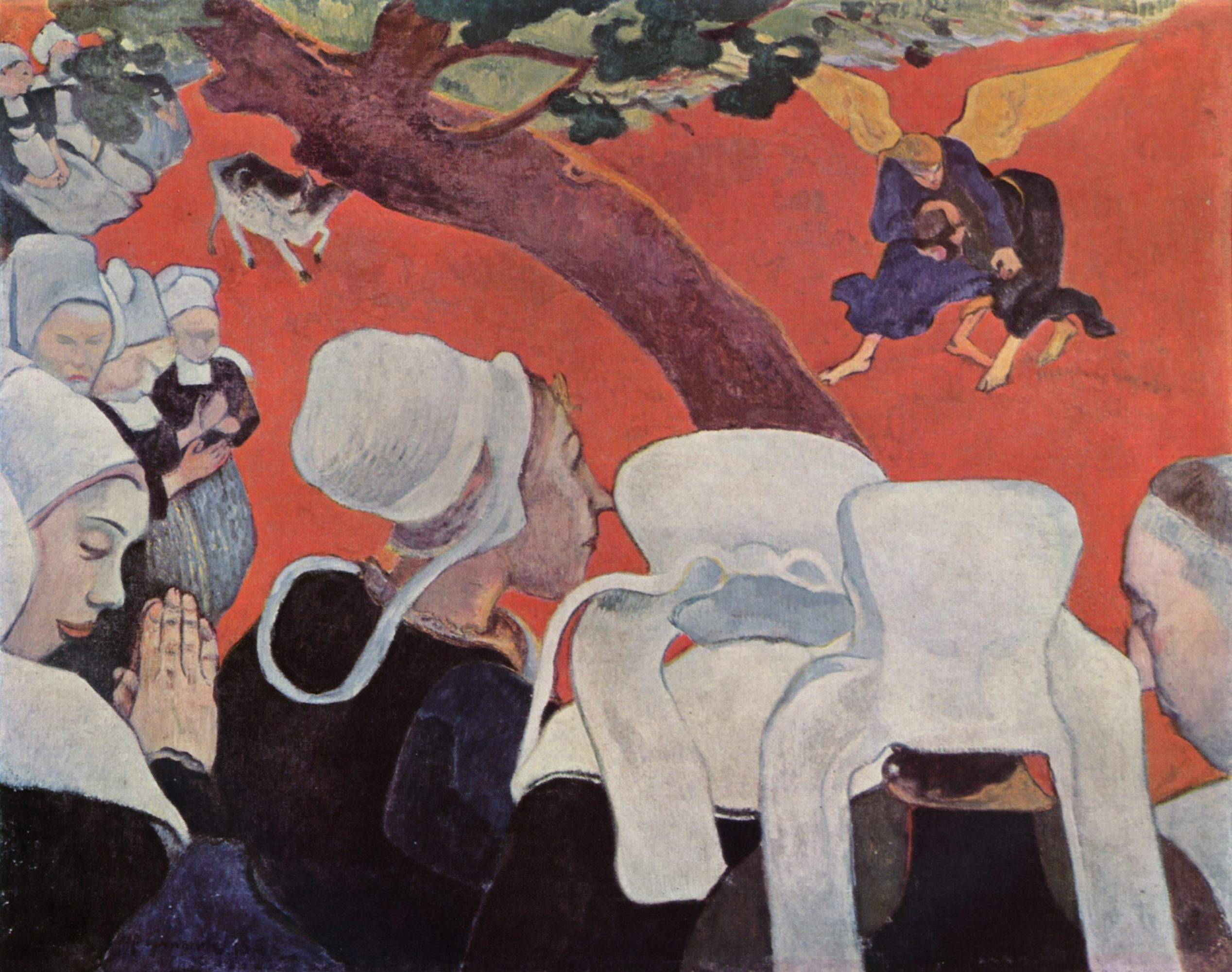
Paul Gauguin, Vision après le sermon (1888).

### 1890: Salon VII
Le septième Salon a lieu, du 18 janvier au 22 février 1890, à l'ancien musée royal de peinture.
Les artistes peintres belges sont notamment représentés par Anna Boch, Xavier Mellery (peintures et dessins), Eugène Boch (Un Coron), Fernand Khnopff (Le Lawn tennis), Théo Van Rysselberghe, Georges Lemmen et Robert Picard.
Paul Cézanne (Les Baigneuses), Henri de Toulouse-Lautrec (Au Moulin de la Galette et La Rousse), Paul Signac, Albert Dubois-Pillet et Auguste Renoir sont présents. Paul Gauguin, pour sa part, adopte un style relevant du japonisme.
Vincent van Gogh expose deux toiles de la série Les Tournesols ainsi que Le Lierre, Verger en fleur avec vue d'Arles, Champ de blé au soleil levant (Saint-Rémy) et La Vigne rouge, qu'il vendra à Anna Boch : c'est la seule toile qu'il ait jamais vendue,,. Paul Gauguin adopte un style relevant du japonisme.
En sculpture sont présents Auguste Rodin, Paul Dubois (Diane au croissant) et Guillaume Charlier (Buste d'Octave Maus).

### Galerie d'œuvres exposées au Salon des XX de 1890

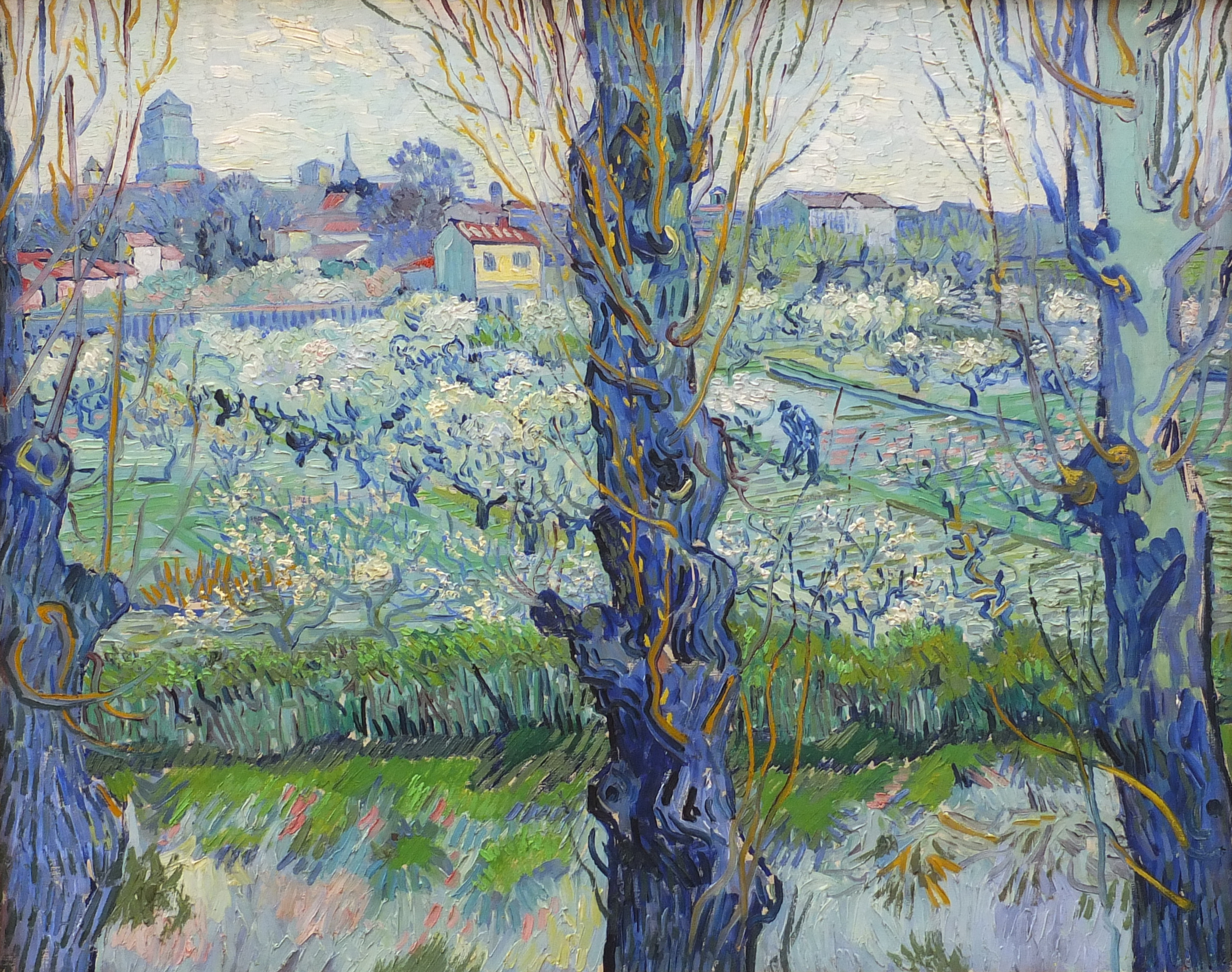
Vincent van Gogh, Verger en fleur avec vue d'Arles (1888).
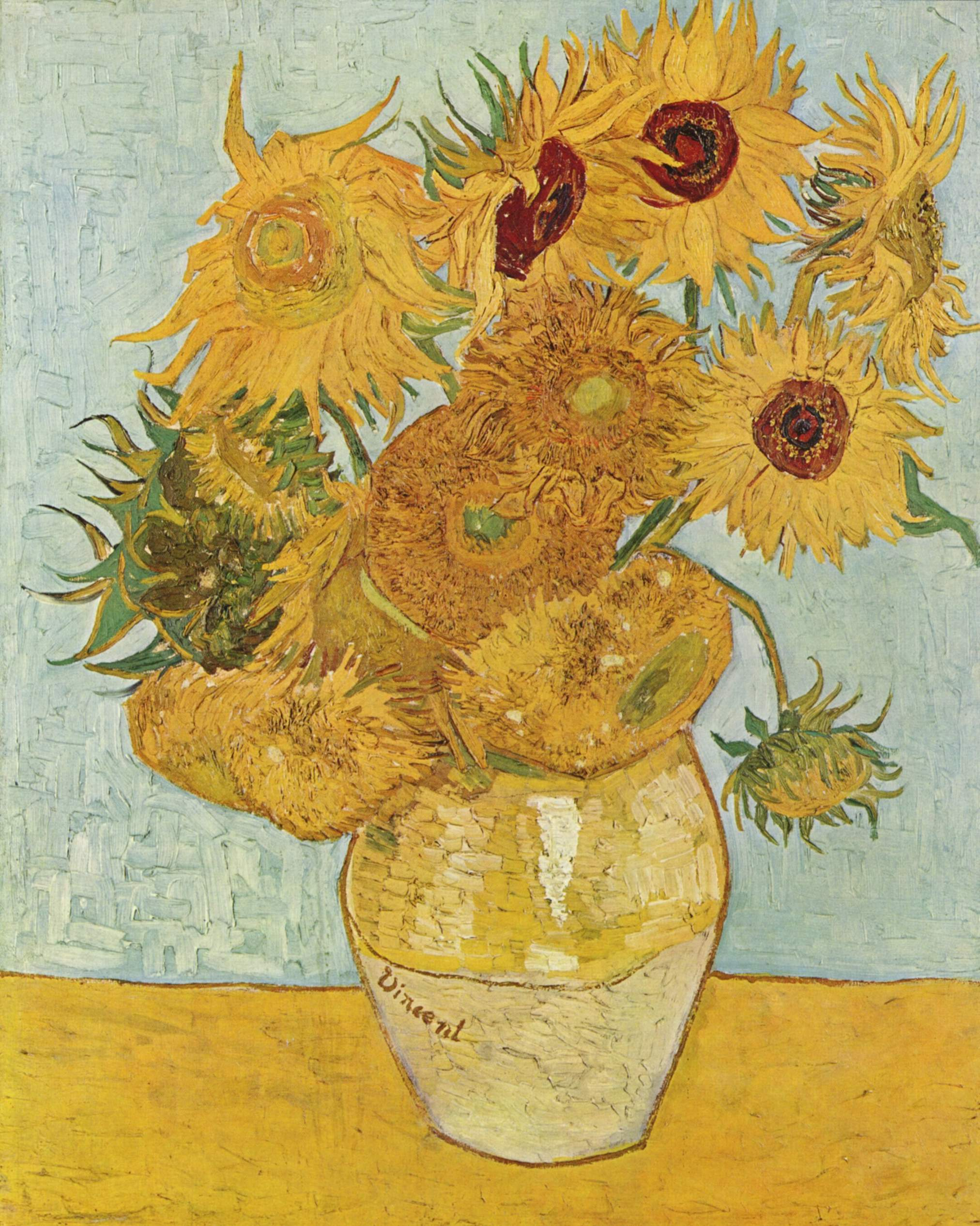
Vincent van Gogh, Les Tournesols (1888).
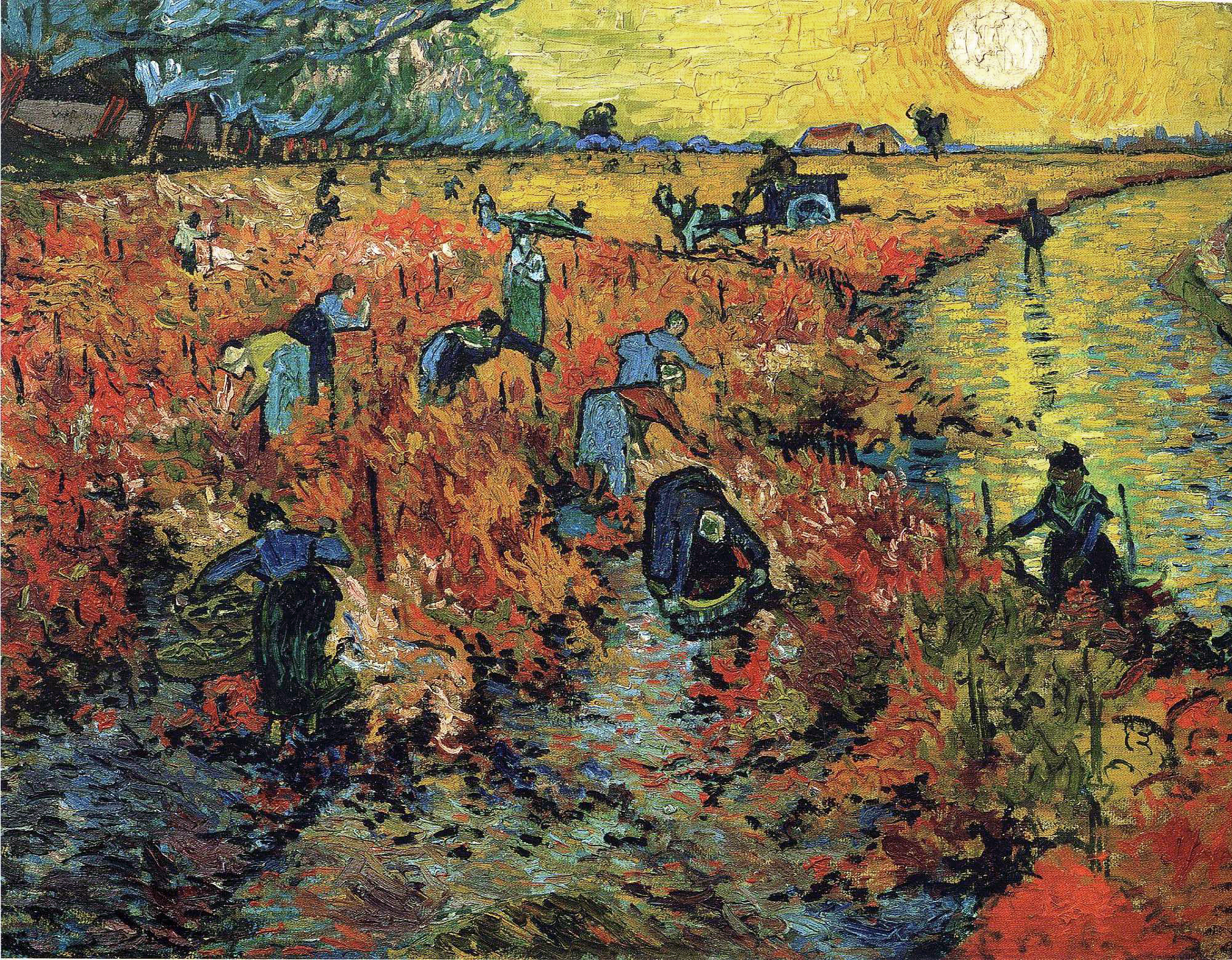
Vincent van Gogh, La Vigne rouge (1888).
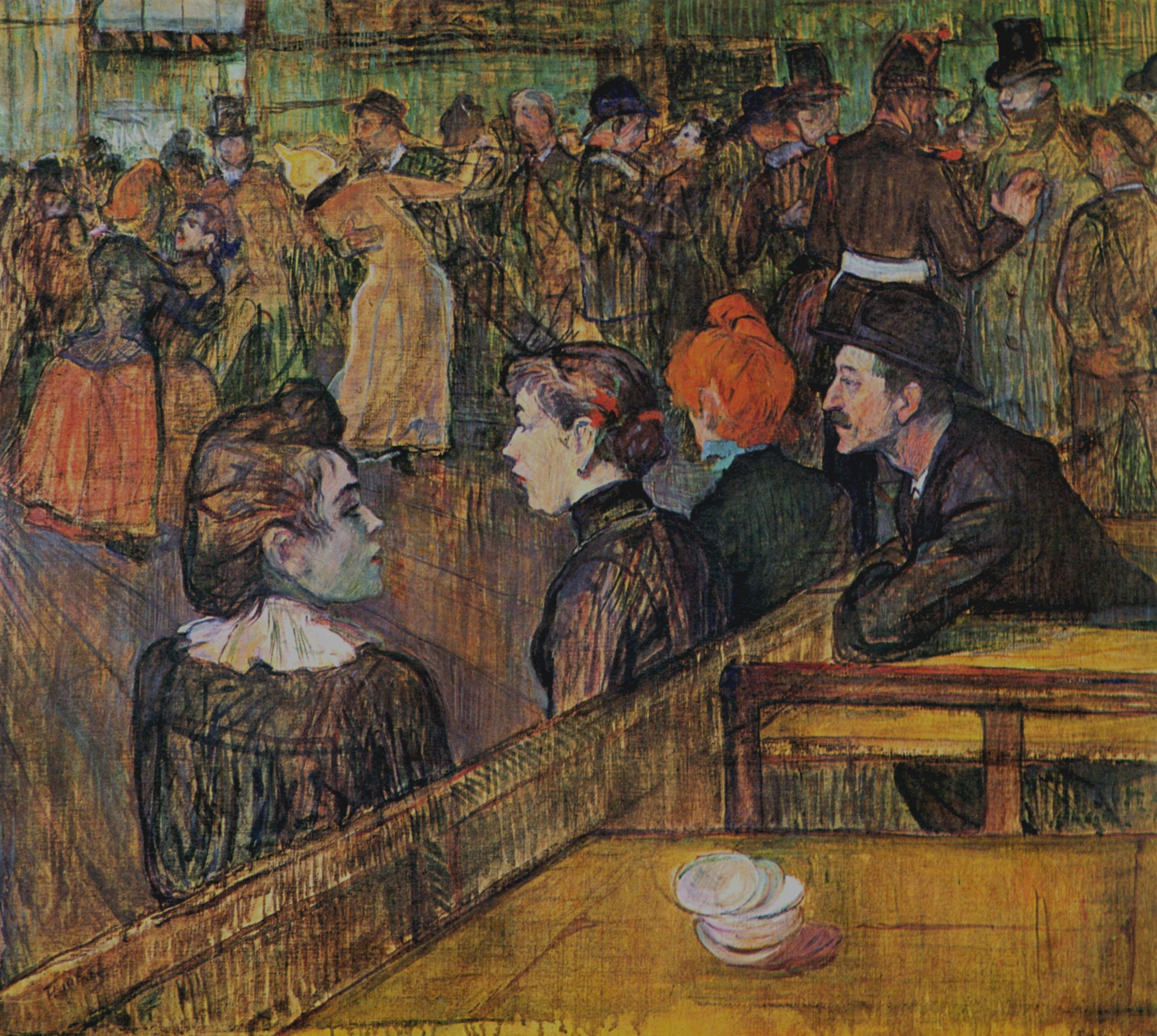
Henri de Toulouse-Lautrec, Au Moulin de la Galette (1889).

### 1891: Salon VIII
Le huitième Salon a lieu, du 7 février au 13 mars 1891, à l'ancien musée royal de peinture.
Parmi les œuvres les plus remarquées des vingtistes, selon le quotidien Journal de Bruxelles, on compte les figures et En Juillet avant midi de Théo Van Rysselberghe, les paysages de Anna Boch, les marines de Paul Signac et de Jan Toorop, un dessin de George Minne, ainsi qu'une série d'études et de portraits de Fernand Khnopff.
Les invités sont notamment les Belges Charles Van der Stappen et Jacob Smits et les Français Paul Gauguin, Camille Pissarro, Georges Seurat (Le Chahut) et Alfred Sisley qui expose pour la première fois aux XX. D'autre part, un ensemble huit toiles et sept dessins de Vincent van Gogh est présenté aux visiteurs,,.
Des conférences sont données : le 19 février 1891, le peintre et professeur vingtiste Henry Van de Velde évoque Le paysan en peinture, où il élève au sommet Camille Pissarro dans le représentation picturale géorgique. Le 5 mars 1891, Edmond Picard donne une conférence intitulée : Jules Laforgue et la femme.
Parmi les séances musicales, un concert est donné le 17 février 1891 par le Quatuor Ysaÿe composé de Eugène Ysaÿe, Mathieu Crickboom, Léon van Hout et Joseph Jacob, et par les dames de la section chorale des XX, sous la direction de Vincent d'Indy. Le 24 février suivant, le quatuor est de nouveau invité. Les chœurs, dirigés par Vincent d'Indy exécutent Sainte Rose de Lima de Pierre de Bréville, L'Épithalame de Camille Benoît et Le Ruisseau de Gabriel Fauré.

### Galerie d'œuvres exposées au Salon des XX de 1891

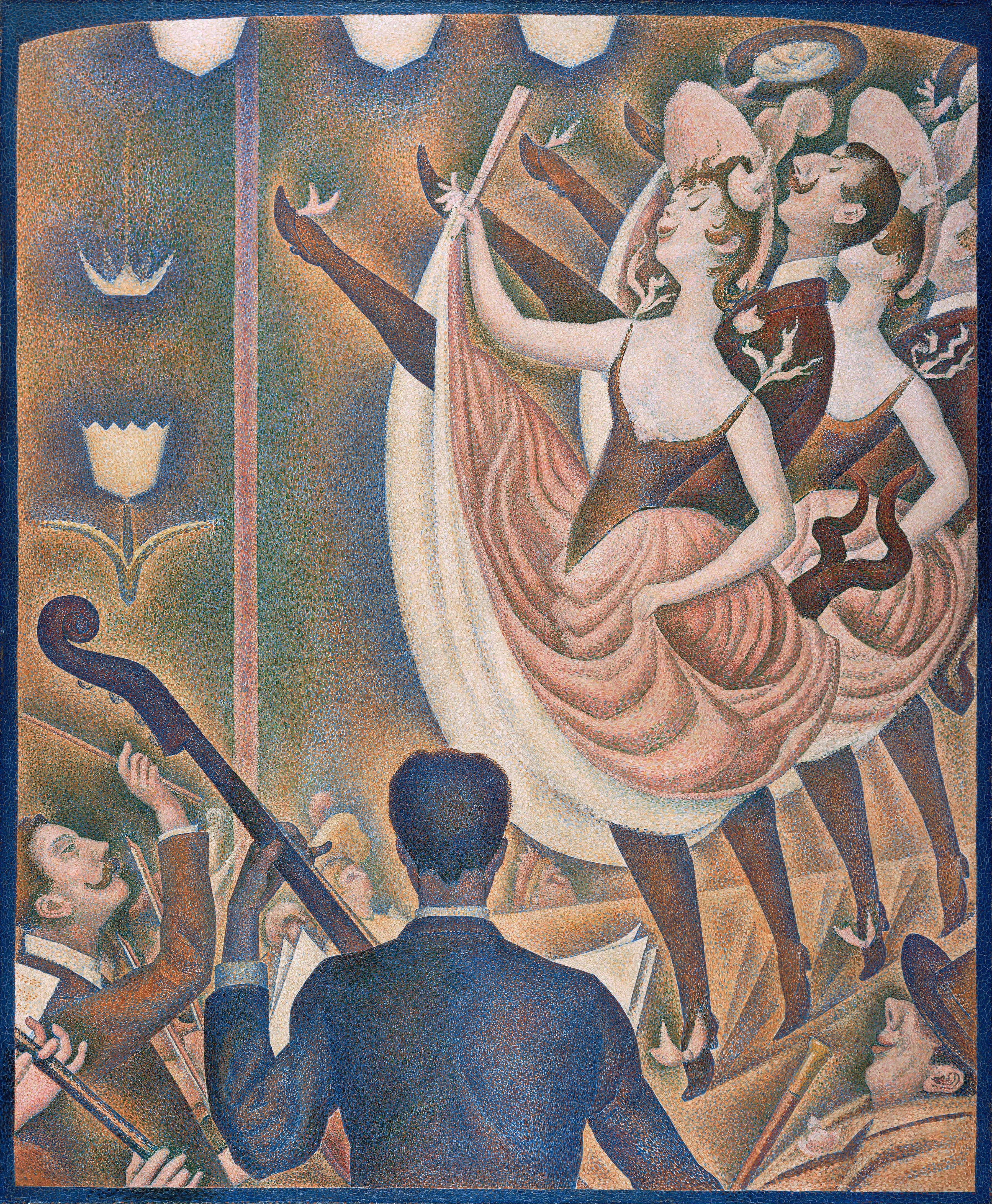
Georges Seurat, Le Chahut (1889-90).

### 1892: Salon IX
Le neuvième Salon a lieu, du 3 février au 8 mars 1892, à l'ancien musée royal de peinture.
Parmi les peintres des XX, Georges Lemmen expose Fête foraine, Anna Boch, Retour de la pêche et Théo Van Rysselberghe, trois portraits. Guillaume Vogels, qui n'avait plus exposé depuis quelques années, présente Feuilles mortes, novembre et Brouillard. D'autres vingtistes comme Darío de Regoyos sont présents, de même que Xavier Mellery qui a envoyé cinq panneaux évoquant la mélancolie de Bruges. Quant à Fernand Khnopff, il présente Je ferme ma porte sur moi-même.
Georges Seurat, mort le 29 mars 1891, est représenté par Parade de cirque et Le Cirque. Lucien Pissarro expose Avril, Mary Cassatt des pastels. Henri de Toulouse-Lautrec a notamment envoyé sa première affiche commerciale : Moulin-Rouge - La Goulue, tandis que Maurice Denis expose pour la première fois aux XX, notamment Soir trinitaire.
Georges Lecomte donne une conférence au sujet des tendances de la peinture moderne.
Trois concerts sont donnés. Le dernier a lieu le 5 mars 1892 par le Quatuor Ysaÿe.

### Galerie d'œuvres exposées au Salon des XX de 1892

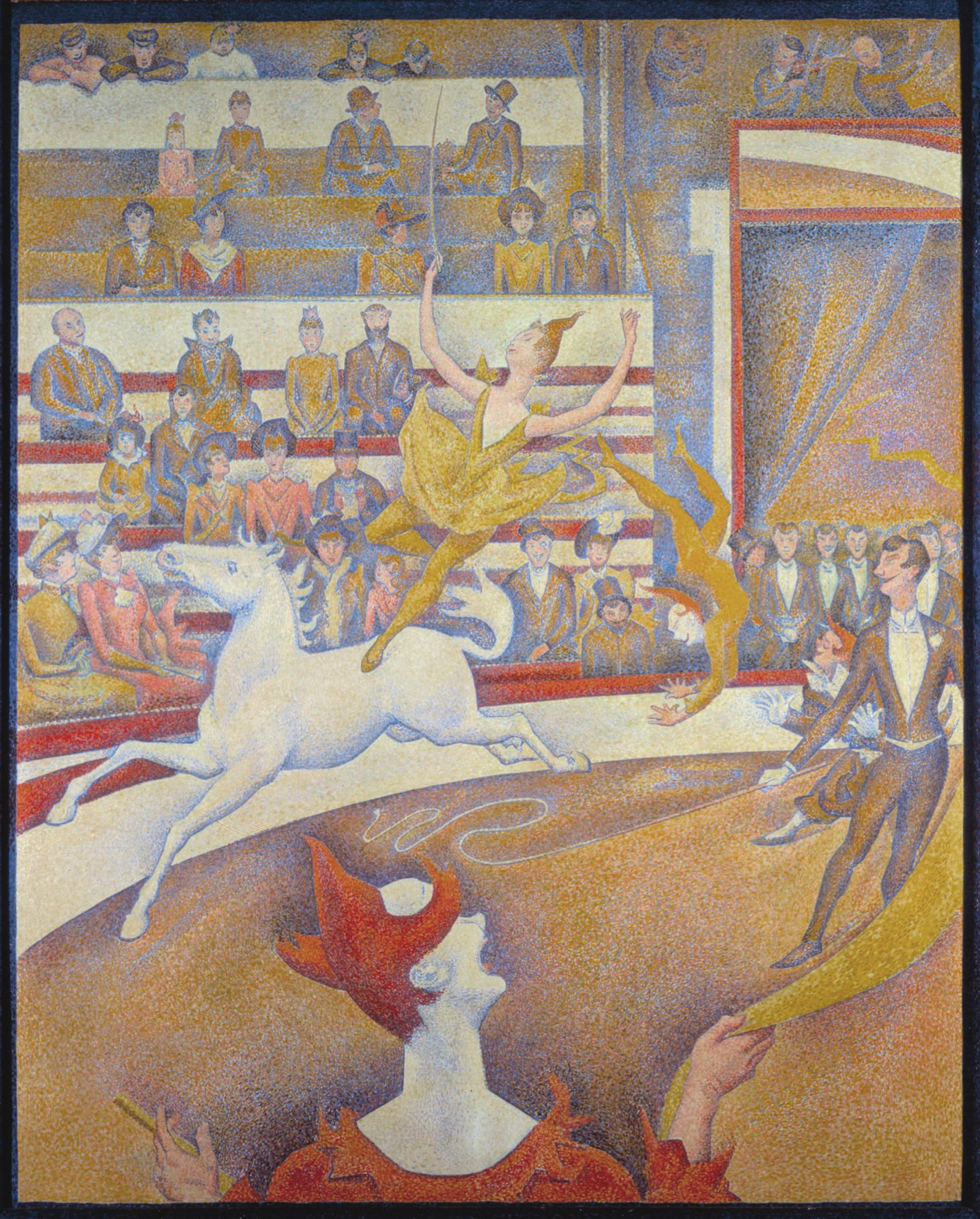
Georges Seurat, Le Cirque (1890).
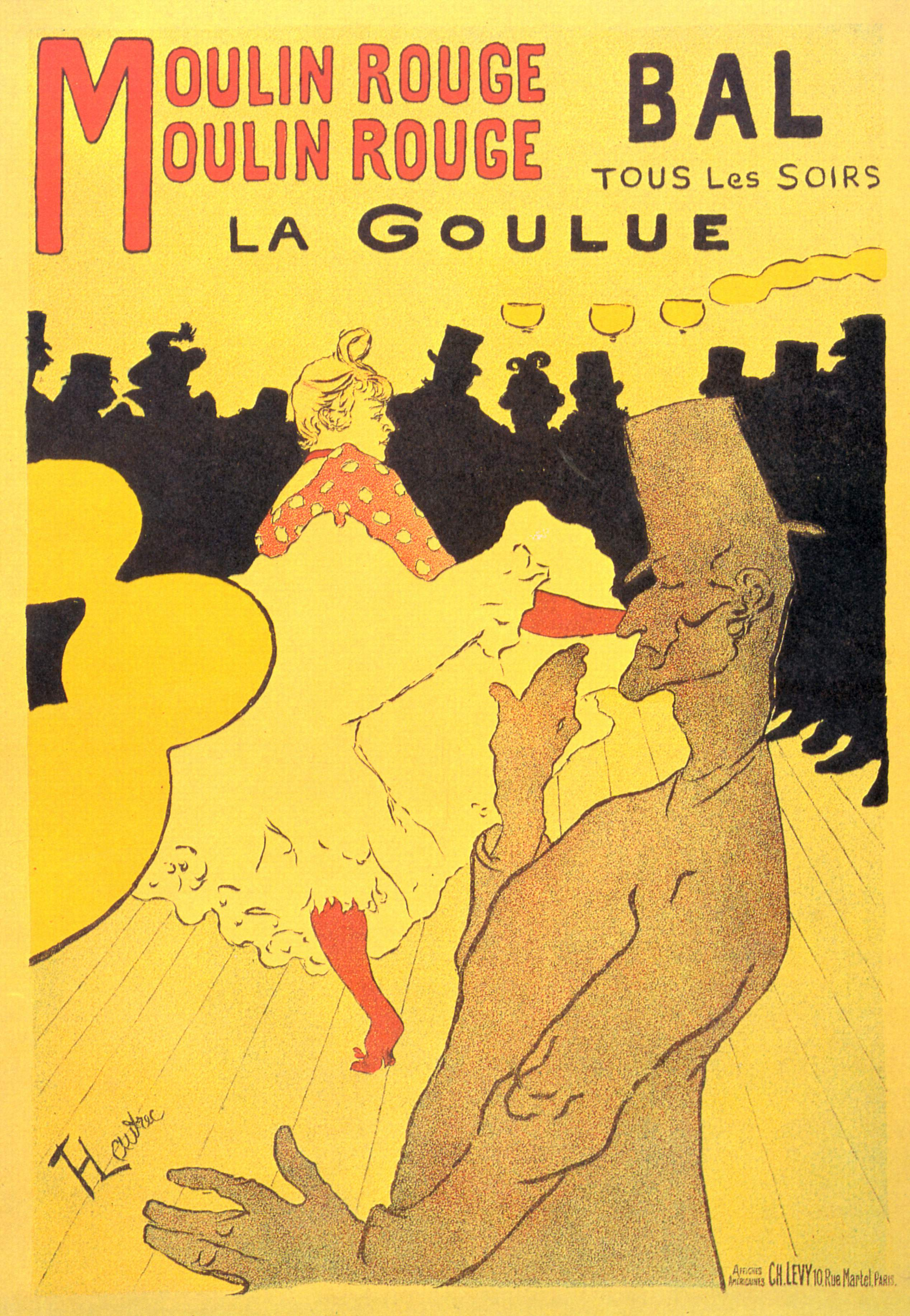
Henri de Toulouse-Lautrec, Moulin Rouge - La Goulue, affiche (1891).
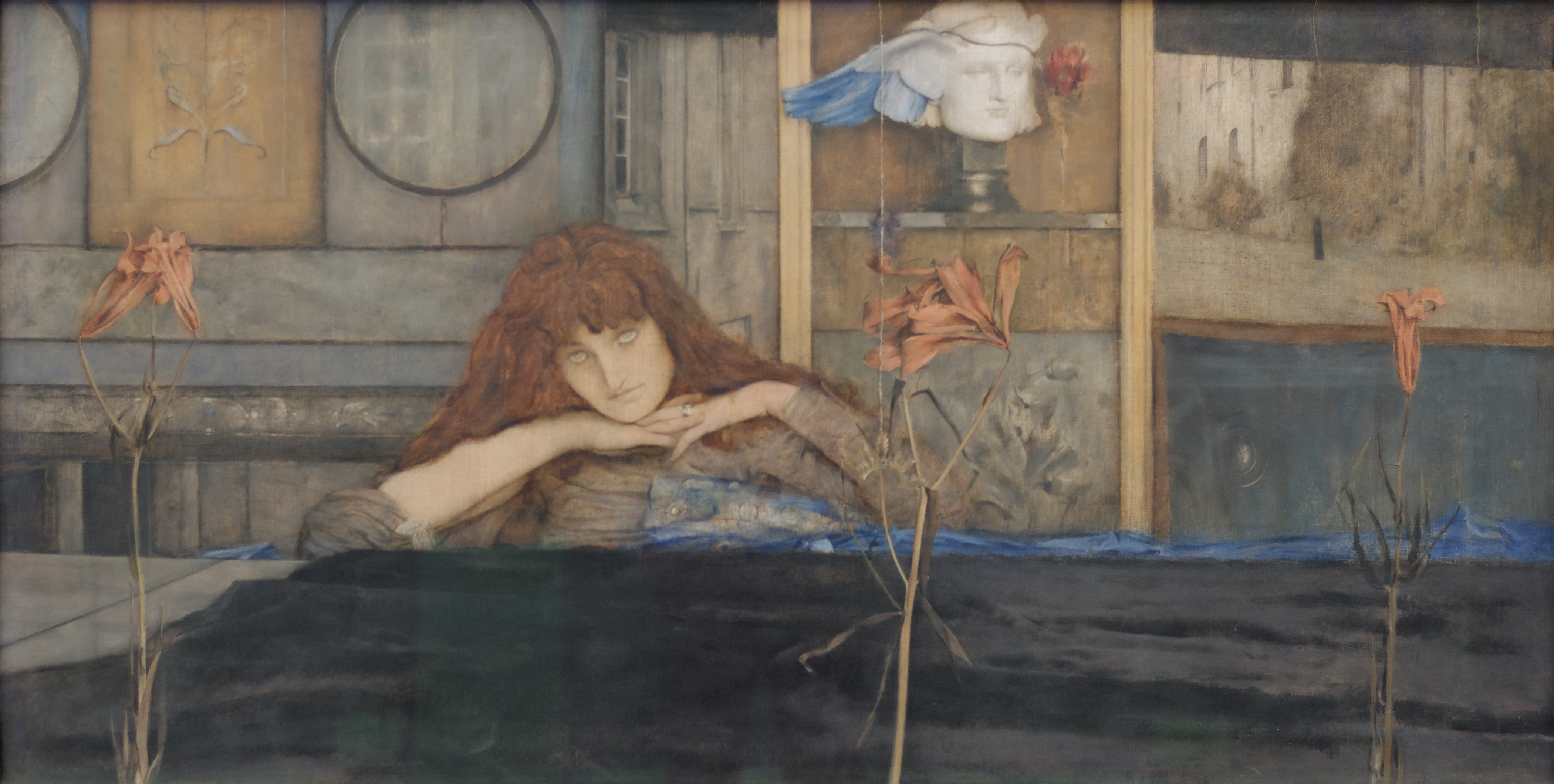
Fernand Khnopff, Je ferme ma porte sur moi-même (1891).

### 1893: Salon X
Le dixième et dernier Salon a lieu, du 18 février au 25 mars 1893, au musée moderne. Le Salon est marqué par les dissensions entre plusieurs membres du groupe des XX, certains voulant se retirer et fonder une association parallèle. Dès lors seuls treize vingtistes exposent.
Le Salon est diversifié, une salle étant consacrée aux arts décoratifs : des affiches spirituelles et des peintures plus provocantes de Henri de Toulouse-Lautrec et des toiles de James Ensor côtoient des paravents de Émile Bernard et Anna Boch et des céramiques de Willy Finch, ainsi qu'une broderie ornementale de Henry Van de Velde.
Félicien Rops a envoyé des eaux-fortes, des pointes sèches, dessins, aquarelles et une toile. Karl Meunier expose un portrait de son père Constantin Meunier et une série de planches d'après quelques-unes de ses études au Pays Noir. D'autres Belges sont invités : William Degouve de Nuncques, Henry de Groux, Charles Doudelet, Léon Frédéric, Théo Van Rysselberghe.
Les peintres étrangers invités sont notamment : les Français Albert Besnard et Jeanne Jacquemin, les Britanniques Ford Madox Brown, Edward Burne-Jones, Edward Atkinson Hornel, et les Néerlandais Johan Thorn Prikker et Jan Toorop.
En sculpture, les artistes suivants exposent : Jean Gaspar (Adolescence), Guillaume Charlier un bas-relief en bronze Au Cimetière, Paul Dubois (un buste d'adolescent et une Dentellière) et Auguste Rodin un médaillon à la mémoire de César Franck.
Paul Verlaine donne, le 2 mars 1893 une conférence concernant la poésie contemporaine.
Le Quatuor Ysaÿe donne deux auditions d'œuvres modernes françaises de musique de chambre. Lors de la seconde audition, il interprète notamment un trio composé en 1842 par César Franck et un quintette d'Alexis de Castillon.